# Roger Ljung
Roger Ljung (* 8. Januar 1966 in Lomma, Schweden) ist ein ehemaliger schwedischer Fußballspieler. Der Mittelfeldspieler nahm mit der schwedischen Nationalmannschaft an zwei Weltmeisterschafts- und einer Europameisterschaftsendrunde teil. Jeweils einmal gewann er den schwedischen und türkischen Meistertitel sowie einmal den schwedischen Landespokal.

## Werdegang

### Karrierebeginn und Titelgewinne in Schweden
Ljung begann im Alter von sechs Jahren mit dem Fußballspielen bei Lunds BK, da der nächstgelegene Klub GIF Nike keine Jugendmannschaft im entsprechenden Alter besaß. Hier durchlief er die einzelnen Jugendmannschaften und debütierte als Teenager in der Männermannschaft des Klubs. An der Seite des späteren Nationalspielers Leif Engqvist verpasste er mit dem Klub am Ende der Zweitliga-Spielzeit 1984 als Tabellendreizehnter den Klassenerhalt.
Dabei hatte das Duo höherklassig auf sich aufmerksam gemacht und Ljung wechselte kurz nachdem Engqvist bei Malmö FF einen Vertrag unterzeichnet hatte ebenfalls zum Klub in die Allsvenskan. In der von Roy Hodgson betreuten Mannschaft, die in der Spielzeit 1985 die reguläre Saison auf dem ersten Tabellenplatz beendete und in der Meisterschaftsendrunde im Halbfinale an IFK Göteborg scheiterte, kam er als Einwechselspieler zum Einsatz. Auch in der folgenden Spielzeit trug er an der Seite von Ingemar Erlandsson, Jan Möller und Jonas Thern nur sporadisch zum Gewinn des Meistertitels bei. Erst in der Spielzeit 1987 gelang Ljung der Durchbruch bei Malmö FF. Dabei profitierte er vom Verletzungspech von Hans Borg und Magnus Andersson. Als Stammspieler zog er mit der Mannschaft erneut ins Endspiel um die schwedische Meisterschaft ein. Mit Torschützenkönig Lasse Larsson, Stefan Schwarz und Joakim Nilsson verpasste er nach einer 0:1-Niederlage und einem 2:1-Heimerfolg aufgrund der Auswärtstorregel den Meisterschaftsgewinn.
Dennoch hatte Ljung sich ins Notizbuch von Nationaltrainer Olle Nordin gespielt. Am 12. Januar 1988 debütierte er im Rahmen eines Vier-Nationen-Turniers auf den kanarischen Inseln beim 4:1-Erfolg über die Fußballnationalmannschaft der DDR im Nationaljersey, als sich Jonas Thern, dem zwei Tore gelangen, Peter Truedsson, Stefan Rehn und auf der Gegenseite Andreas Thom in die Torschützenliste eintrugen. Drei Tage später trug er beim 1:0-Erfolg über Finnland durch einen Treffer von Thern zum Turniergewinn bei. Auch beim an Ostern 1988 durchgeführten Vier-Länder-Turnier gehörte er neben Glenn Strömberg, Mats Gren und Robert Prytz zur siegreichen Mannschaft. Zudem fand er im Sommer Berücksichtigung im Kader der Olympiaauswahl, die bei den Olympischen Spielen 1988 unter Leitung von Trainer Benny Lennartsson ins Viertelfinale einzog.
Nachdem Ljung in der Spielzeit 1988 mit Malmö FF bereits in der regulären Spielzeit den ersten Platz belegen konnte, gewann er an der Seite von Niclas Nylén, Jonas Thern oder Martin Dahlin mit dem Verein nach Siegen über Örgryte IS und Djurgårdens IF erstmals den Von-Rosens-Pokal für den Landesmeistertitel. Im Sommer des Jahres feierte er seinen zweiten Titelgewinn mit Malmö FF, als im Endspiel Djurgårdens IF geschlagen wurde. Kurze Zeit später verließ er den Klub und sein Heimatland.

### Jahre im Ausland
Ljung wechselte im Sommer 1989 in die Schweiz und unterschrieb einen Kontrakt bei BSC Young Boys. Sein Landsmann Tord Grip, der den Schweizer Klub betreute, hatte den Mittelfeldspieler zum Berner Klub gelotst. Nachdem dieser durch Pál Csernai ersetzt worden war, verließ er den Klub nach nur einer Spielzeit. Im Sommer 1990 gehörte zum Kader der schwedischen Auswahl bei der Weltmeisterschaftsendrunde in Italien an. Einzig bei der 1:2-Niederlage gegen Brasilien zum Auftakt stand er auf dem Spielfeld, die beiden Niederlagen gegen Costa Rica und Schottland verfolgte er von der Ersatzbank.
Ljung wechselte innerhalb der Schweiz zum FC Zürich, der in die Nationalliga A aufgestiegen war. An der Seite von Beat Studer, Augustine Makalakalane, Christoph Gilli und Vincent Fournier gehörte er zu den Stammspielern des Klubs, die nach nur drei Saisonsiegen in der regulären Spielzeit mit dem Verein in der Auf- und Abstiegsrunde antreten mussten. Dort gelang mit sieben Siegen ohne Niederlage als Tabellenerster der Klassenerhalt. Dennoch zog er nach einer Spielzeit weiter und verließ nach zwei Jahren die Schweiz.
Ljung wechselte in die benachbarte Alpenrepublik Österreich und schloss sich im Sommer 1991 dem FC Admira Wacker an. Mit Trainer Sigfried Held zog er an der Seite von Dietmar Kühbauer, Olaf Marschall, Wolfgang Knaller und Peter Artner ins Endspiel um den ÖFB-Cup gegen den FK Austria Wien ein. Durch ein Tor von Valdas Ivanauskas kurz vor Abpfiff musste er sich mit dem Klub dem Meister nach einer 0:1-Niederlage geschlagen geben, der damit das Double gewann. Bevor er mit dem Klub im Europapokal der Pokalsieger 1992/93 antrat, nahm er mit der Nationalmannschaft an der Europameisterschaft 1992 teil. Dort wusste er mit der Landesauswahl zu überraschen und zog an der Seite von Tomas Brolin, Anders Limpar und Joachim Björklund ins Halbfinale ein. Dort feierte er seine Turnierpremiere, als er im Spiel gegen Deutschland den Gelb-gesperrten Patrik Andersson vertrat. Er konnte die 2:3-Niederlage gegen den späteren Vize-Europameister jedoch nicht verhindern.
In der österreichischen Meisterschaft 1992/93 erreichte Ljung mit seinem Klub den dritten Tabellenplatz. Höhepunkt der Spielzeit war jedoch das Duell gegen den belgischen Vertreter Royal Antwerpen in der zweiten Runde des Europapokals. Mit der Bürde einer 2:4-Heimniederlage im Hinspiel reiste der österreichische Klub nach Antwerpen und lag bereits zur Pause mit 0:2 zurück. In einer sensationellen zweiten Halbzeit gelangen auswärts noch vier Treffer, so dass die Mannschaft eine Verlängerung erzwang. Dort kassierte sie noch das 3:4 und schied trotz aufopferungsvollen Kampfes aus dem Bewerb aus.
Ljung hatte sich auch außerhalb des deutschsprachigen Raumes einen Namen gemacht. Im Sommer 1993 wechselte er zum türkischen Klub Galatasaray Istanbul. Beim amtierenden Landesmeister sorgte er an der Seite von Hakan Şükür, Falko Götz, Bülent Korkmaz, Reinhard Stumpf und Uğur Tütüneker für die erfolgreiche Titelverteidigung. Im Anschluss an die Spielzeit nahm er an seinem dritten Turnier mit der Nationalmannschaft teil. Als Stammspieler lief er in allen sieben Partien der Landesauswahl im Turnierverlauf auf. Beim 2:2-Unentschieden zum Auftakt gegen die kamerunische Nationalmannschaft erzielte er mit dem Treffer zur zwischenzeitlichen 1:0-Führung den ersten Treffer für die Nordeuropäer. Nach Erreichen des dritten Platzes zum Turnierende wurde er mit der Nationalmannschaft mit der Svenska-Dagbladet-Goldmedaille ausgezeichnet.
Kurz vor Turnierbeginn hatte der MSV Duisburg überraschend die Verpflichtung Ljungs bekanntgegeben. In der Bundesliga fand er sich jedoch kaum zurecht. An der Seite von Stefan Böger, Joachim Hopp, Peter Közle, Rainer Schütterle und Oliver Westerbeek kam er lediglich zu 13 Saisoneinsätzen. Am Ende der Spielzeit stieg er mit dem Klub in die Zweitklassigkeit ab.

### Nach dem Karriereende
Nach sechs Jahren im Ausland kehrte Ljung nach Schweden zurück. Obwohl ihm einige Angebote vorlagen, seine Karriere in der Allsvenskan fortzusetzen, beendete er seine aktive Karriere. Zunächst arbeitete er zusammen mit dem italienischen Spielerberater Vincenzo Morabito, ehe er in Landskrona seine eigene Spieleragentur unter dem Namen Roger Ljung Promotion AB gründete.